# Marut

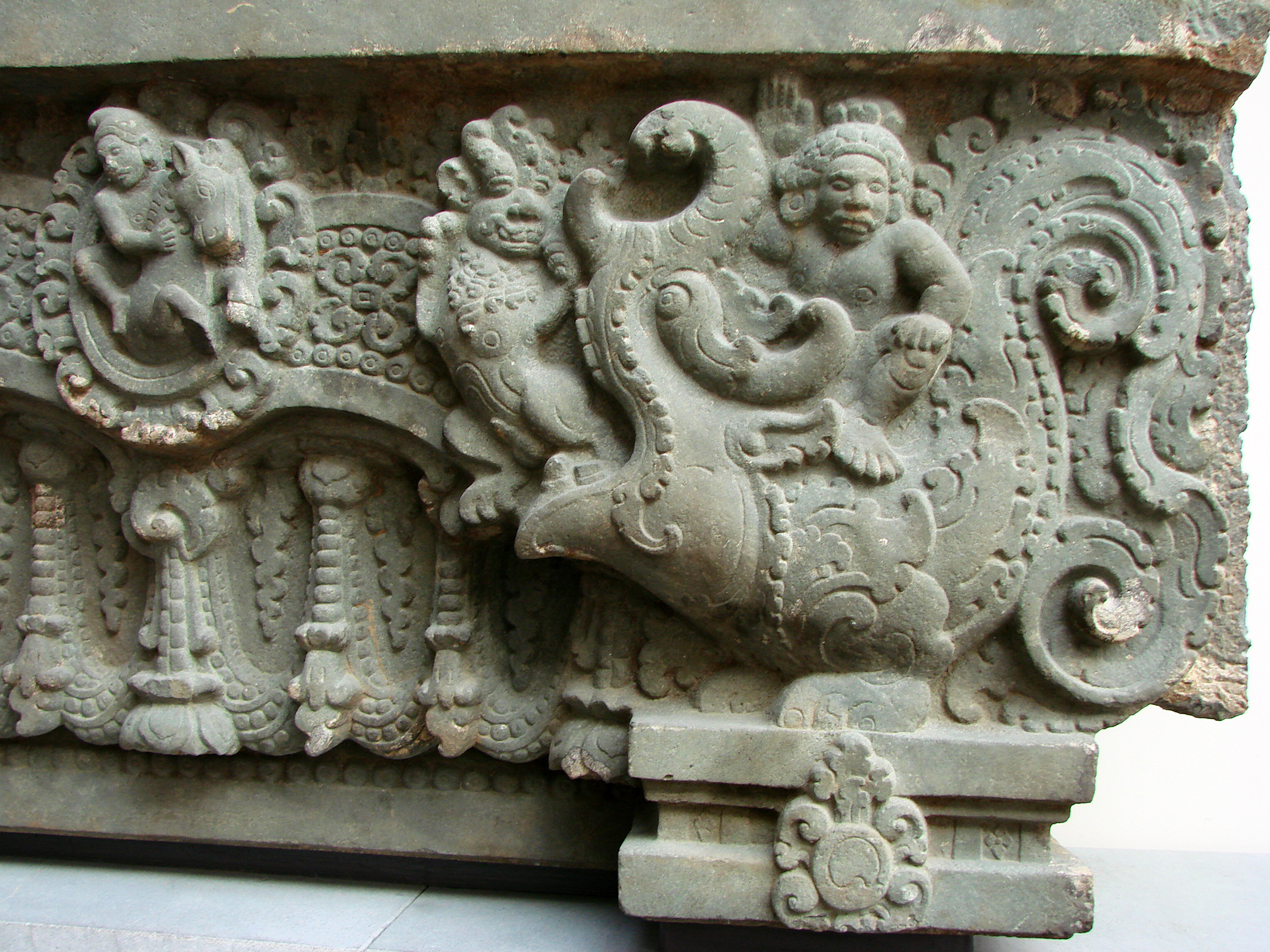
Rappresentazione dei Marut, sito archeologico di Sambor Prei Kuk, Cambogia.

I Marut (sanscrito: मरुत), anche Maruta o Marutagana, sono un gruppo di divinità induiste, collegate con le tempeste. Sono descritti come violenti e aggressivi, armati di armi formidabili, con denti di ferro e ruggenti come leoni, e cavalcano su carri d'oro trainati da cavalli. Indossano elmi e corazze d'oro e usano le loro asce per dividere le nuvole in modo che possa cadere la pioggia. Sono anche in grado di scuotere le montagne e distruggere le foreste. Risiedono nel nord-ovest, e sono associati a Indra o a Rudra. Sono anche accompagnati da una divinità femminile, Rodasi, che cavalca con loro attraverso i cieli. Il loro numero varia da ventisette a sessanta, o anche "tre volte sessanta" in RV 8.96.8.
Negli inni vedici, i Marut sono identificati come figli di Rudra e Pṛśni, ma nella letteratura successiva, tra cui i Purana, si dice che nacquero dal ventre di Diti, dopo che Indra ebbe scagliato una folgore per impedirle di concepire un figlio più potente di lui. Sono a volte identificati con un altro gruppo di divinità della tempesta, i Rudra.
Secondo la mitologia, i Marut aiutarono Indra a sconfiggere il serpente cosmico Vritra, prestandogli il loro potere. Indra però contestò il loro ruolo nella battaglia, accusandoli di averlo abbandonato dopo avergli dato incoraggiamento prima del combattimento. Tuttavia, il loro posto al suo fianco nella mitologia è ben documentato, ed essi appaiono spesso accanto al dio.
Secondo il mitologo comparato francese Georges Dumézil, i Marut sono affini agli Einherjar e collegabili al mito europeo della caccia selvaggia.